# Peruansk basilika
Peruansk basilika (Ocimum campechianum) är en kransblommig växtart som beskrevs av Philip Miller. Peruansk basilika ingår i basilikasläktet som ingår i familjen kransblommiga växter. Inga underarter finns listade i Catalogue of Life.